# Harry Marnitz
Harry Xaver Marnitz (lettisch Harijs Marnics) (* 2. Juni 1894 im Pastorat Üxküll im Gouvernement Livland des Russischen Kaiserreichs; † 2. November 1984) war ein Masseur und Arzt, der entdeckte, dass krankhafte Veränderungen der Wirbelsäule oft Veränderungen in der Peripherie (Beine, Arme) nach sich ziehen oder ihnen vorausgehen. Er entwickelte die These, dass alle mit einer primären Erkrankung in Zusammenhang stehenden korrespondierenden Zonen (Schlüsselzonen) mitbehandelt werden müssen. Er gilt damit als Erfinder der Schlüsselzonenmassage.

## Leben
Das sechste Kind des Pfarrers Karl Xaver Marnitz (1855–1919) besuchte zunächst das klassische Gymnasium in Birkenruh (lett. Bērzaine) bei Wenden. Nach seinem Abitur immatrikulierte sich Marnitz an der medizinischen Fakultät der Kaiserlichen Universität Dorpat, wo er zunächst eine Ausbildung in schwedischer Massage und Heilgymnastik erhielt, anschließend als Assistent des Dozenten in der Ausbildung tätig war und die Aufgaben eines Masseurs an der chirurgischen Universitätsklinik versah. Er war Mitglied der Fraternitas Rigensis.
Ende 1918 trat er in die Baltische Landeswehr ein, die zusammen mit deutschen Freicorps nach dem Zusammenbruch der deutschen Militärmacht erfolglos gegen den Bolschewismus antrat; sein Vater wurde Anfang 1919 in einem Gefängnis in Riga von den Bolschewiki ermordet.
Ab 1920 setzte er sein Medizinstudium an der Universität Königsberg in Preußen fort, 1922 legte er dort die „ärztliche Prüfung“ ab und arbeitete an der medizinischen Universitätspoliklinik. Nachdem bekannt wurde, dass Marnitz in Dorpat Massage und Heilgymnastik gelernt hatte, trug man ihm an, in der Abteilung für physikalische Therapie die Massagebehandlungen zu übernehmen, was er aus finanziellen Gründen auch tat. 1924 promovierte er in Danzig zum Dr. med., 1926 kehrte er in seine Heimat zurück, die zwischenzeitlich zur Republik Lettland geworden war. An der Universität Riga legte er 1927 die ärztliche Staatsprüfung ab und emigrierte 1928 nach Deutschland, wo er bis 1931 als Vertreter in verschiedenen Krankenhäusern (hauptsächlich 1928–30 in Leipzig) und bei niedergelassenen Ärzten tätig war. Sodann ließ er sich als Landarzt im Raum Danzig nieder und verlegte seine Praxis 1933 in das Stadtgebiet Danzigs.
Zum 3. November 1926 trat Marnitz der NSDAP (Mitgliedsnummer 46.660) und zum 1. März 1928 der SA bei. Er war Träger des Goldenen Parteiabzeichens und Mitglied des Rassenpolitischen Amtes der NSDAP. 1939 wurde er zur Marineartillerie nach Pillau einberufen und in der SA zum Sanitäts-Standartenführer befördert, 1940 übersiedelte er als Vertrauensarzt nach Bromberg, wo auch seine beiden Kinder geboren wurden. Von 1941 bis Ende 1943 war Marnitz als Leiter der Abteilung „Gesundheit und Volkspflege“ im Generalkommissariat der deutschen Zivilverwaltung des Generalbezirks Lettland in Riga tätig. In dieser Funktion beteiligte er sich an nationalsozialistischen Verbrechen. So war er in die Vernichtung psychisch kranker Menschen involviert. Andererseits sorgte er für die Verbesserung der Stellung des lettischen medizinischen Personals und die Hebung der medizinischen Versorgung der lettischen Bevölkerung. Nach Konflikten mit seinen Vorgesetzten und der SS schied Marnitz Ende 1943 aus dem Osteinsatz aus. 1945–1946 war er in Neumünster interniert und lebte danach bis 1949 arbeitslos im westdeutschen Schüttorf in der Grafschaft Bentheim. 1949 erhielt er eine Anstellung als Masseur und Heilgymnast im Diakonissenkrankenhaus in Bremen, wo er auch die Chiropraktik erlernte.
1954 ließ er sich in Bremen mit einer eigenen Praxis, seinem Institut für Chiropraktik, Massage und Krankengymnastik, nieder.

## Werke
- Harry Marnitz: Die Augenverletzungen durch Explosion und Schuss bei der Civilbevölkerung Ostpreussens in der Nachkriegszeit. Medizinische Dissertation, Königsberg i. Pr., 1923
- Harry Marnitz: Was muss der Masseur von den Reflexzonen wissen. Bremen, Selbstverlag, 1956
- Harijs Marnics: Kāvi pār Daugavu; atceres un apceres par Latvijas likteņiem no 1941. līdz 1943. g. Apgāds Latvija, Weilheim/Obb., 1958.
- Harijs Marnics: Mūsu baltā Daugava : stāsts ar attēliem par Daugavu, laivām un laiviniekiem. Grāmatu draugs, Brooklyn, N.Y., 1966.
- Harry Marnitz: Ungenutzte Wege der manuellen Behandlung. Haug, Heidelberg, 1971
- Harry Marnitz: Nordlicht über der Düna. Kritische Betrachtungen und Erinnerungen an die deutsche Besatzungszeit in Lettland 1941–1943. Michelstadt, Neuthor-Verlag 1991, ISBN 3-88578-047-8. Deutsche Ausgabe der lettischen Erinnerungen ("Kāvi pār ...") von 1958.

## Auszeichnungen
- 1973 Wilhelm-Rohrbach-Medaille für Verdienste in der Physiotherapie